# Agualva-Cacém
Agualva-Cacém er en by i det vestlige Portugal, med et indbyggertal på 81.845 (2001). Byen ligger i regionen Lissabon, nordvest for regionens og landets hovedstad Lissabon.